# Jyoti Amge
Jyoti Kisange Amge, née le 16 décembre 1993 à Nagpur en Inde,, est la plus petite femme vivante au monde. Elle est atteinte d'achondroplasie,, une maladie des os provoquant le nanisme. 
En 2011, le jour de ses 18 ans, elle a été reconnue comme la « plus petite femme du monde » par le Livre Guinness des records. Elle mesurait alors 62,8 cm et pesait 5 kg, et venait de terminer ses examens d'études secondaires, se préparant à entreprendre des études à l'université,.
Jusqu'alors (septembre 2011), la plus petite femme vivante au monde était l'Américaine Bridgette Jordan (69 cm). La plus petite femme ayant jamais été mesurée était la Néerlandaise Pauline Musters (1876-1895), elle mesurait 61 cm , à la suite d'un léger étirement post mortem.[réf. souhaitée] C'est un homme népalais de 54,6 cm né en 1939 et mort en 2015 qui détient le record historique mixte de petite taille humaine mesurée, Chandra Bahadur Dangi.

## Biographie
Depuis qu'elle a obtenu son titre de plus petite femme du monde en 2011, Jyoti Amge travaille à la télévision, à la fois en Inde et aux États-Unis.

Concernant sa petite taille, elle indique que : 

« Lorsque j'étais plus jeune, j'avais peur de sortir de chez moi. Après mes 7 ans, la presse a commencé à s'intéresser à moi et ça m'a aidé à prendre confiance et être reconnue d'une façon positive pour ma taille. Et depuis que je détiens le record, c'est clairement un avantage. »

En 2020, âgée de 26 ans et à l'initiative de la police ayant réclamé toutes les bonnes volontés, elle arpente les rues de Nagpur, une ville du centre de l'Inde dans l’État du Maharashtra, afin d'encourager les gens à rester chez eux lors du confinement durant la pandémie du Covid-19, mais aussi pour inciter les Indiens à se laver les mains, à porter un masque et des gants quand ils quittent leur maison.

## Apparition dans les médias

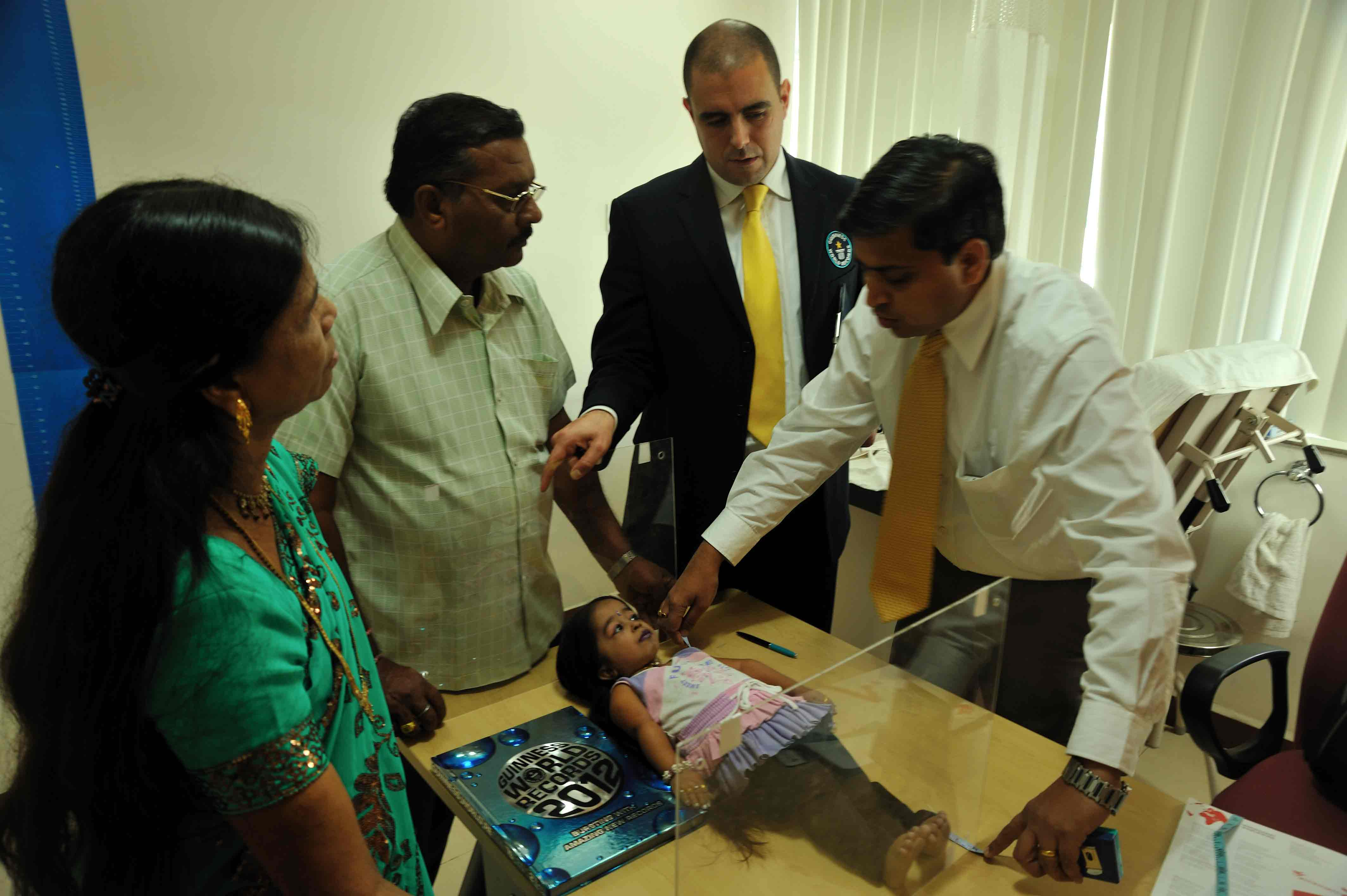
Jyoti Amge mesurée en décembre 2011 pour le Guinness Book des Records.

En 2009, Jyoti Amge a été filmée dans le cadre d'une série documentaire, Body Shock, diffusée en Grande-Bretagne sur Channel 4. Trois ans plus tard, elle participe à l'émission Bigg Boss, l'équivalent indien de Secret Story.
Lors d'une interview en 2009 au site du Guinness Book des Records, elle confie que depuis toujours son rêve était « de devenir actrice. Mais pas juste dans des films de Bollywood. Je veux aussi rencontrer des stars de Hollywood. ».
En août 2014, Ryan Murphy, le créateur des séries télévisées Glee et Nip Tuck, annonce avoir offert à Jyoti un rôle dans la saison 4 de sa série d'épouvante American Horror Story , dans la 4e saison, intitulée FreakShow. Elle y incarne le  personnage de « Ma Petite » dans une foire aux monstres. La série est diffusée depuis octobre 2014 sur la chaîne américaine FX.